# 沉默騙局
《沉默騙局》（英語：Pain Hustlers）是一部2023年美國犯罪劇情片，由大衛·葉慈執導，威爾斯·陶爾撰寫劇本，改編自埃文·休斯的2022年英文同名書籍《痛苦的騙子》（The Pain Hustlers）。電影由艾蜜莉·布朗、克里斯·埃文斯、凱瑟琳·奧哈拉、克洛伊·科爾曼、傑·杜普拉斯、布賴恩·達西·詹姆斯和安迪·加西亞主演；劇情講述麗莎（Liza）為了和女兒過好日子而在一家破產的藥商找到了工作，帶領公司蒸蒸日上，但卻不知道自己很快就會陷入犯罪陰謀之中。
沉默騙局於2023年9月11日在多倫多國際電影節上全球首映並於2023年10月20日在美國部分影院上映，隨後於同年的10月27日在Netflix全球上線。

## 演員
- 艾蜜莉·布朗飾演麗莎·德雷克（Liza Drake）
- 克里斯·埃文斯飾演皮特·布倫納（Pete Brenner）
- 凱瑟琳·奧哈拉飾演賈姬（Jackie）
- 安迪·加西亞飾演傑克·尼爾（Jack Neel）
- 傑·杜普拉斯飾演布倫特·拉金（Brent Larkin）
- 布賴恩·達西·詹姆斯（英语：Brian d'Arcy James）飾演奈森·萊德爾博士（Dr. Nathan Lydell）
- 克洛伊·科爾曼（英语：Chloe Coleman）飾演菲比（Phoebe）
- 阿米特·夏哈（英语：Amit Shah (actor)）飾演艾瑞克·佩利（Eric Paley）
- 奧布瑞·朵拉（英语：Aubrey Dollar）飾演安蒂（Andy）

## 製作
2021年8月18日，索尼影視娛樂宣布開發一部由大衛·葉慈執導、威爾斯·陶爾編劇的無名電影，改編自埃文·休斯 (Evan Hughes) 在《紐約時報》2018年5月2日發表的文章〈痛苦騙子〉以及他於2022年1月發行的小說《強行推銷》。這是勞倫斯·格雷和維奇伍德的影業聯合製作。大衛·葉慈和伊馮娜·沃爾科特·耶茨（Yvonne Walcott Yates）共同擔任製片。2022年5月，艾蜜莉·布朗加入劇組，Netflix以至少5000萬美元的價格收購了這部名為《沉默騙局》的電影。7月，克里斯·埃文斯加盟主演。8月，安迪·加西亞、凱瑟琳·奧哈拉、傑·杜普拉斯、布賴恩·達西·詹姆斯和克洛伊·科爾曼加入演員陣容。拍攝於八月下旬開始。

## 評價
根据評論匯總网站爛番茄汇总的111篇评论文章，23%的评论家给予该作正面评价，平均打分为4.8分（满分10分）。该网站总结的评论家共识是“《沉默騙局》在有出色的演員和一個有價值的議題的立場之下，對類阿片類的藥物流行病戲劇性乏善可陳。” 在Metacritic上，根據34位影評人給予44分（滿分100分），這部電影獲得了「評價褒貶不一或一般」。

## 外部連結
- 互联网电影数据库（IMDb）上《沉默騙局》的资料（英文）

#invoke:NavboxV2